# Popowia schefferiana
Popowia schefferiana är en kirimojaväxtart som beskrevs av Friedrich Ludwig Diels. Popowia schefferiana ingår i släktet Popowia och familjen kirimojaväxter. Inga underarter finns listade i Catalogue of Life.